# UNF Arena
 (avril 2025).
L'UNF Arena est une salle omnisports de l'université du Nord de la Floride, à Jacksonville, en Floride.

## Histoire
L'UNF Arena est inaugurée en janvier 1993.